# Guillaume du Barry
Guillaume du Barry, conte du Barry e Roquelaure, poi signore di Reynerie (Lévignac, 1732 – Tolosa, 2 agosto 1811), è stato un nobile francese, che è noto essenzialmente per aver contratto, su sollecitazione del fratello Jean-Baptiste du Barry, un finto matrimonio con Marie-Jeanne Bécu, meglio conosciuta come Madame du Barry, ultima amante ufficiale di Luigi XV, re di Francia. Poté così beneficiare ampiamente della generosità del potere reale.

## Biografia

### Origini familiari
Nato a Lévignac, Guillaume du Barry è nato all'interno della nobile famiglia du Barry. La sua famiglia è nota sin dal XV secolo nell'area intorno a Tolosa. Lo stemma della sua famiglia è descritto con la seguente blasonatura: rosso con un terzo d'oro posto in lingotto, un leone contornato nella stessa brocciatura nell'insieme ed uno struzzo d'argento posto nel cantone sinistro del punto..
I du Barry vivevano nobilmente, cioè con le proprie rendite, senza aggiungere alcuno stato, fortuna o industria. La famiglia si stabilì a Lévignac-sur-Save nel XVI secolo, da dove si spostò solo alla metà del XVIII secolo. Molti dei suoi membri ricevettero incarichi consolari e furono governatori di Lévignac.
Guillaume è il figlio di Antoine du Barry (1674—1744), capitano del reggimento dell'Ile-de-France, e Marguerite Catherine Cécile Thérèse de La Caze (?—1784), che si sono sposati nel 1722. Sin dalla giovane età, Guillaume abbracciò la carriera militare. Alla fine del 1746 si unì al reggimento cantabrico come tenente. Nel 1750 andò a Saint-Domingue come tenente e poi fu promosso il 1 maggio 1758, capitano di una compagnia di truppe distaccata dalla marina. Ritornato in Francia l'anno successivo per motivi di salute, si stabilì a Lévignac e Tolosa. Un inaspettato colpo di fortuna sconvolge poi la sua vita.

### Nozze in bianco con la futura favorita del re di Francia
Con una lettera datata giugno 1768, suo fratello maggiore Jean-Baptiste du Barry – detto “le Roué” – gli chiese di venire a Parigi, dove gli promise fortuna. Suo fratello ha intenzione di sposarlo con la sua amante, Marie-Jeanne Bécu, per poterla presentare a Luigi XV e farne la sua favorita.
L'unione venne celebrata il 1 settembre 1768 nella chiesa di Saint-Laurent a Parigi. In cambio di questo matrimonio di convenienza, Guillaume potrà tornare nelle sue terre con una pensione annua di 5.000 livres.

### Ultimi anni e morte
Tornato a Tolosa, Guillaume si propone di restaurare la sua immagine, offuscata nella buona società dal suo matrimonio. Nel 1772 acquistò dal re (ma in realtà gli fu offerto) il ducato di Roquelaure, vicino alla città di Auch, con il castello di Rieutort.
Dopo la morte di Luigi XV nel maggio 1774, i suoi vicini, tra cui il primo presidente del parlamento di Tolosa Jean-Antoine de Niquet, lo portarono in tribunale per numerosi problemi di vicinato. Stanco di queste preoccupazioni, desideroso di avvicinarsi a Tolosa, scambia, per atto datato 26 febbraio 1781 concluso con Pierre-Emmanuel de Reversat de Celès, conte di Marsac, consigliere del parlamento di Tolosa, il castello di Rieutort contro il dominio e il castello di Reynerie, costituito da un castello e altri edifici, parterre, giardino, peschiera, terreni seminativi, prati, boschi e vigneti. Fece ricostruire la residenza fino ai giorni nostri, seguendo l'ispirazione del castello di Bagatelle, vicino a Parigi. Ha realizzato anche importanti lavori di decorazione d'interni, tra cui una sala da musica rotonda e un vestibolo di marmo delle porte. Successivamente la sua vita si divise tra il suo palazzo privato in rue du Sénéchal a Tolosa, dove vive l'inverno, e la sua folie di Reynerie che occupa in estate. A differenza della sua moglie ufficiale e di suo fratello Jean-Baptiste, entrambi ghigliottinati a un mese di distanza l'uno dall'altro a cavallo del 1794, uno a Parigi, l'altro a Tolosa, non fu vittima della Rivoluzione. Così Guillaume finì i suoi giorni a Tolosa, dove morì il 2 agosto 1811.

## Discendenza
Suo figlio Alexandre Edmé “Lolo” du Barry, nato nel 1769 dalla sua unione non legalizzata con Madeleine Lemoine, divenne tenente colonnello, cavaliere dell'Ordine di San Luigi e ufficiale della Legion d'Onore. Nel 1831 fu uno dei fondatori della Società Archeologica del Sud della Francia. Morì nel 1837.